# Haninge FF
Haninge FF var en fotbollsförening från Handen i Haninge kommun i Södermanland/Stockholms län. Föreningen bildades den 18 januari 1987 genom sammanslagning av Handens SK (1931), Jordbro SK (1965) och Österhaninge IF (1950), upplöstes 1999 när den sammanslogs med Västerhaninge IF till Haningealliansens FF. På herrsidan tillbringade föreningen samtliga säsonger i division IV eller division V medan damlaget rörde sig mellan division III och V.